# الیاس کوتیاس
الیاس کوتیاس (انگلیسی: Elias Koteas؛ زاده ۱۱ مارس ۱۹۶۱) یک هنرپیشه اهل کانادا است. وی از سال ۱۹۸۵ میلادی تاکنون مشغول فعالیت بوده‌است.

## فیلم‌شناسی
از فیلم‌ها یا برنامه‌های تلویزیونی که وی در آن نقش داشته‌است می‌توان به
- سرخ خونی (۱۹۸۹)
- ببین دیگه کی داره حرف می‌زنه (۱۹۹۰)
- لاک‌پشت‌های نینجا (۱۹۹۰)
- سایبورگ ۲ (۱۹۹۳)
- لاک‌پشت‌های نینجای ۳ (۱۹۹۳)
- کامیلا (۱۹۹۴)
- تصادف (۱۹۹۶)
- مرا بزن (۱۹۹۶)
- گاتاکا (۱۹۹۷)
- خط باریک سرخ (۱۹۹۸)
- فروافتاده (۱۹۹۸)
- شاگرد توانا (۱۹۹۸)
- با صدای بلند زندگی کردن (۱۹۹۸)
- گل‌های هریسون (۲۰۰۰)
- ارواح گمشده (۲۰۰۰)
- رقص در بلو ایگوانا (۲۰۰۰)
- نووکائین (۲۰۰۱)
- تلفات جانبی (۲۰۰۲)
- آرارات (۲۰۰۲)
- سیمون (۲۰۰۲)
- بهترین بازی دنیا (۲۰۰۵)
- زودیاک (۲۰۰۷)
- تک‌تیرانداز (۲۰۰۷)
- دختری در پارک (۲۰۰۷)
- دو عاشق (۲۰۰۸)
- مورد عجیب بنجامین باتن (۲۰۰۸)
- مدافع (۲۰۰۹)
- جن‌زدگی در کنتیکت (۲۰۰۹)
- آهنگ عشق من (۲۰۱۰)
- بگذار وارد شوم (۲۰۱۰)
- قاتل درون من (۲۰۱۰)
- اکنون مرا می‌بینی (۲۰۱۳)
- آخرین روزها در مریخ (۲۰۱۳)
- مرسی (۲۰۱۷)